# Lalkar
 (mars 2023).
Si vous disposez d'ouvrages ou d'articles de référence ou si vous connaissez des sites web de qualité traitant du thème abordé ici, merci de compléter l'article en donnant les références utiles à sa vérifiabilité et en les liant à la section « Notes et références ».
Lalkar est un magazine politique  bimensuel basé à Londres.
Le mot 'lalkar' signifie 'défi' en punjabi et l'expression 'lal kar' signifie 'travail rouge'.
Autrefois journal officiel de l'Association des travailleurs indiens, il est désormais un journal indépendant marxiste-léniniste édité par Harpal Brar, président du Parti communiste de Grande-Bretagne (Marxiste-léniniste).
Le journal est interdit en Inde.